# 모세의 지팡이

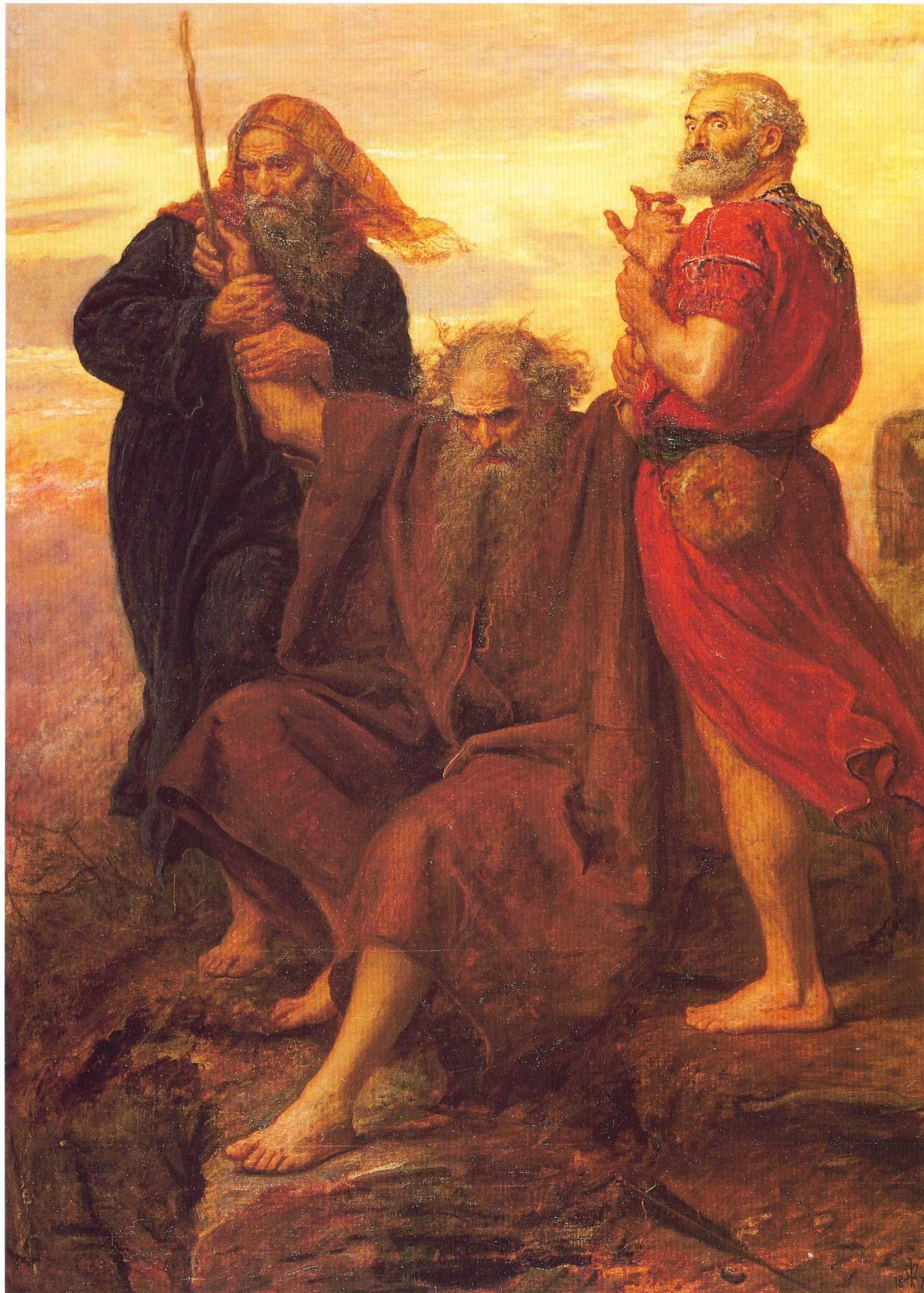
존 에버렛 밀레이가 1871년에 그린 Victory O Lord!는 아말렉과의 전투에서 모세가 지팡이를 들고 아론과 훌의 도움을 받아 팔을 들고 있는 모습을 묘사한다.

모세의 지팡이(Staff of Moses, Rod of Moses) 또는 하나님의 지팡이(Staff of God)는 성경과 쿠란에서 모세가 사용한 지팡이로 언급된다. 출애굽기에 따르면, 지팡이(히브리어: מַטֶּה matteh, 킹제임스 성경에서 "rod"로 번역됨)는 바위로부터 물을 생성하는 데 사용되었고, 뱀으로 변했으며, 홍해가 갈라질 때 사용되었다. 모세의 지팡이가 그의 형 아론이 사용한 지팡이와 동일한지 여부는 랍비 학자들 사이에서 논쟁이 되어 왔다.

## 아론의 지팡이와의 관계
아론의 지팡이와 모세의 지팡이는 둘 다 비슷하고 서로 바꿔 쓸 수 있는 것처럼 보이는 능력을 받았기 때문에 랍비 학자들은 두 지팡이가 하나이고 같은 것인지 논쟁을 벌였다. 미드라시 옐람메데누(Yelammedenu, Yalḳ. on Ps. ex. § 869)에 따르면:
야곱이 요단강을 건널 때 사용한 지팡이는 유다가 그의 며느리 다말에게 준 지팡이와 동일하다. 마찬가지로 그것은 모세가 사용했던 거룩한 지팡이이고, 아론은 바로 앞에서 이적을 행했고, 마침내 다윗은 그 지팡이로 거인 골리앗을 죽였다. 다윗은 그것을 그의 후손들에게 맡겼고, 다윗 왕들은 성전이 파괴될 때까지 그것을 홀로 사용했는데, 그 때 성전은 기적적으로 사라졌다. 메시야가 오시면 그것은 이방인에 대한 그의 권위의 상징으로 그에게 주어질 것이다.
후기 유대 전설에서는 지팡이가 세상이 시작된 지 여섯째 날 창조의 날에 창조되었으며, 모세가 물려받기 전에 주요 족장들의 손을 거쳐 전해졌다고 한다.

## 같이 보기
- 주교 지팡이
- 케뤼케이온
- 네후스탄
- 마법 지팡이